# 永遠の愛
『永遠の愛』（えいえんのあい、独: Von ewiger Liebe）作品43-1は、ドイツの作曲家ヨハネス・ブラームスが作曲した歌曲。ヨーゼフ・ヴェンツィヒが編纂した「ヴェンド族の民謡集」に収められた詩に基づく。『永遠の愛について』とも訳される。
決して詩のレベルは高いものではなく、「鉄は堅いが、われわれの愛はもっと固い」など、あまり洗練されていない言葉が多く散見されるが、ブラームスはこれを二部分に分けた大規模な歌曲とし、交響的で重厚な音楽をつけ、傑作に仕立て上げた。
原調はロ短調で、極めて低い音域を求められていることから、恐らくブラームスが好んでそうしたように、アルト歌手を想定して書かれた作品と思われる。